# Orimarga (Orimarga) brevicula
Orimarga (Orimarga) brevicula is een tweevleugelige uit de familie steltmuggen (Limoniidae). De soort komt voor in het Afrotropisch gebied.